# 비토리아 (브라질)

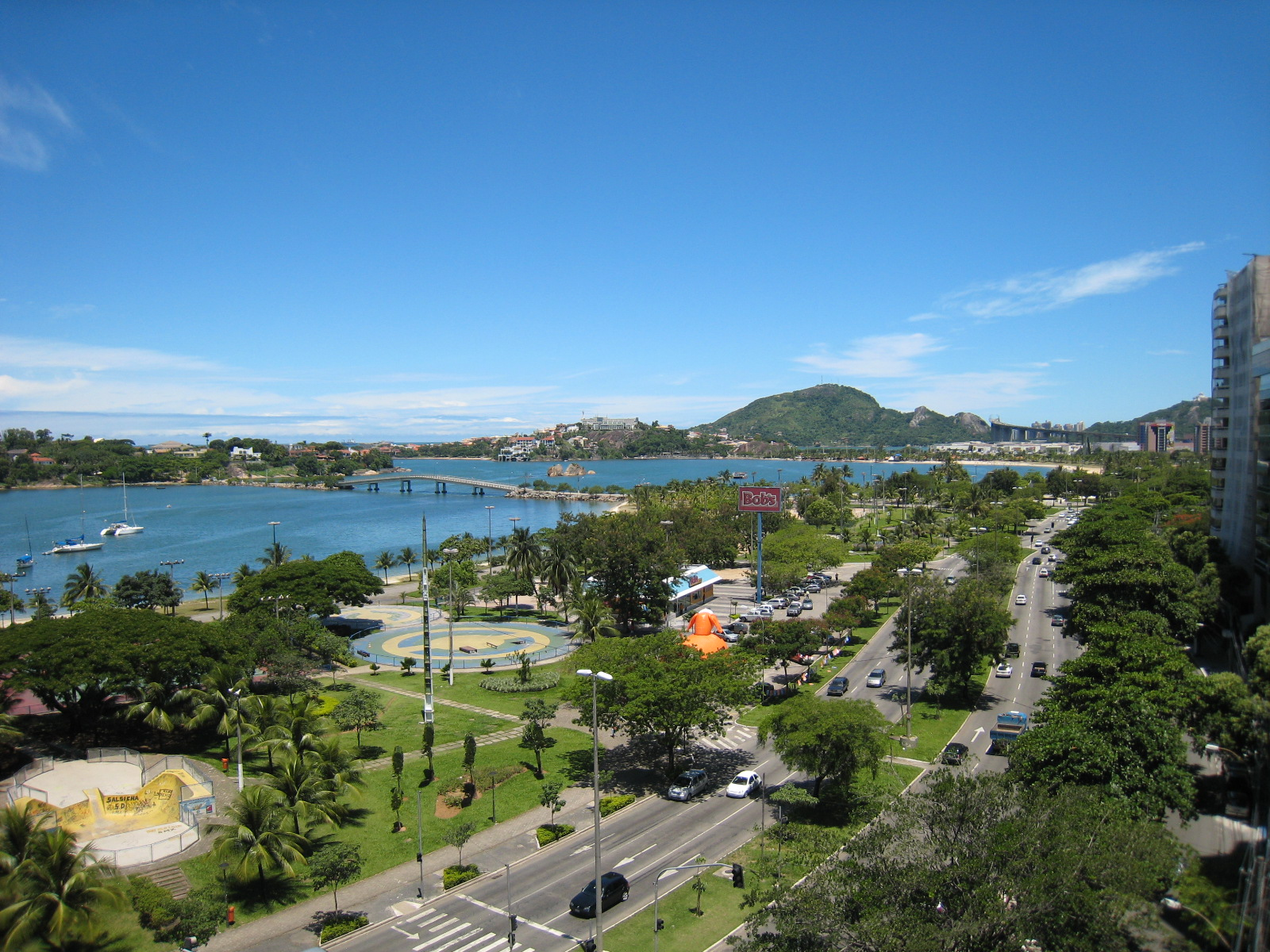
비토리아

비토리아(포르투갈어: Vitória)는 브라질 동남부 이스피리투산투주의 주도이다. 인구는 313,312명이다(2005). 대서양에 떠 있는 섬에 있는 항구도시로, 브라질 본토와는 여러 개의 아름다운 다리로 연결되어 있다.